# Podmrvka
Podmrvka (Notholaena) je rod kapradin z čeledi křídelnicovité. Jsou to suchomilné kapradiny s jednoduše nebo vícenásobně zpeřenými listy, rostoucí zejména na skalnatých podkladech. Podmrvky jsou rozšířeny zejména v Asii a Americe, po jednom druhu jsou zastoupeny v Evropě, Africe a Austrálii. V České republice se na jediné lokalitě vyskytuje podmrvka hadcová, rostoucí na hadcích u Mohelna.
Rod Notholaena v tradičním pojetí zahrnuje asi 30 druhů, podle výsledků fylogenetických studií však není monofyletický. Americké druhy jsou někdy oddělovány do samostatného rodu Chrysochosma nebo naopak druhy Starého světa do rodu Paraceterach či Paragymnopteris. Taxonomická revize rodu Notholaena však nebyla dosud publikována.

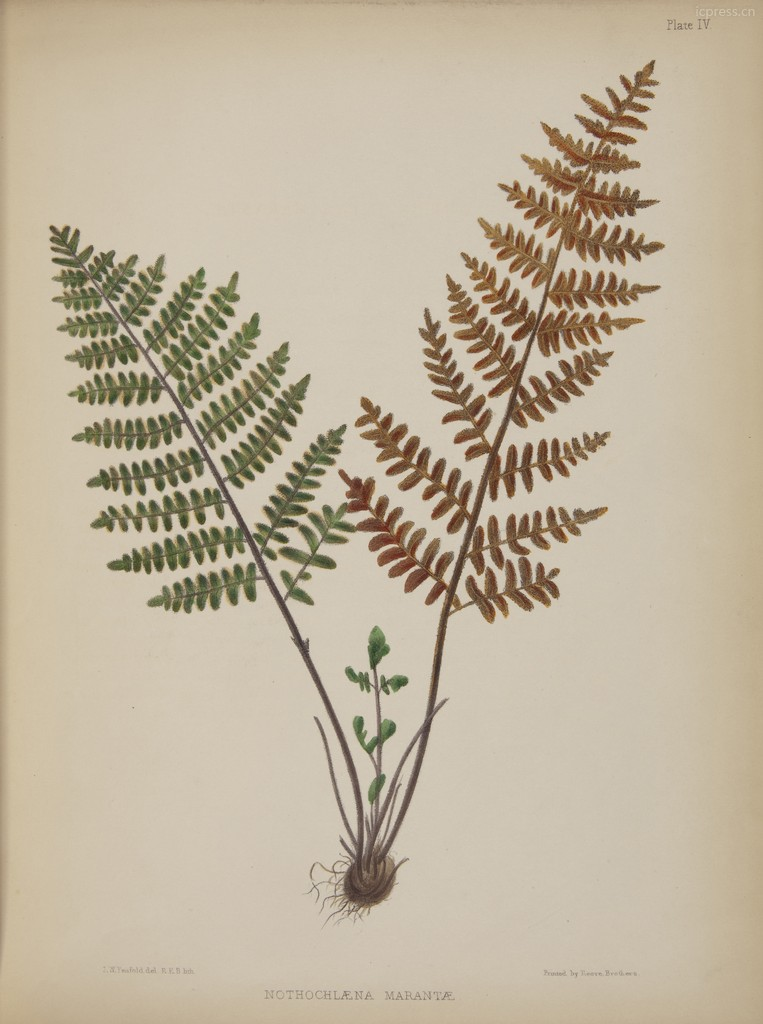
Ilustrace podmrvky hadcové z roku 1845

## Popis
Podmrvky jsou nevelké kapradiny, rostoucí nejčastěji na skalnatých podkladech. Oddenek je krátký až krátce plazivý, přímý, vystoupavý nebo vodorovný, obvykle větvený, pokrytý plevinami. Cévní svazky jsou typu diktyostélé. Pleviny jsou úzké, celokrajné, zoubkaté nebo brvité. Listy jsou stejnotvaré, papírovité až kožovité, dorůstající délky 4 až 35 cm. Řapík je hnědý až černý, lesklý, oblý, zploštělý nebo na horní straně žlábkatý, často pokrytý plevinami, chlupy nebo moučnatými žlázkami. Obsahuje jediný cévní svazek. Čepel listů je jednoduše až 4x zpeřená, na rubu často bíle či žlutavě pomoučená. Žilnatina je tvořena volnými žilkami, pouze u některých druhů se žilky poblíž okraje posledních úkrojků listů spojují. Výtrusné kupky jsou podlouhlé, bez ostěry, kryté ohrnutým okrajem listového segmentu, tvořícím nepravou ostěru. Spory jsou kulovité až zaobleně čtyřstěnné. Prokel je (přinejmenším u amerických podmrvek) žláznatě pomoučený, což je v rámci čeledi křídelnicovité unikátní znak.

## Rozšíření
Rod podmrvka zahrnuje (v širokém pojetí) asi 30 druhů. Je rozšířen v Eurasii od západního Středomoří po Čínu a severní Thajsko a v severní Severní i Jižní Americe. Druh N. reynoldsii roste v Austrálii, N. marantae i ve východní Africe. Z celkového počtu druhů rodu Notholaena (v širokém pojetí) připadá asi 25 druhů na americké druhy (někdy řazené do rodu Chrysochosma), 5 až 6 druhů jsou podmrvky Starého světa (někdy oddělované do rodu Paraceterach či Paragymnopteris).
V Evropě roste jediný druh, podmrvka hadcová (Notholaena marantae). Je rozšířena ve Středomoří od Španělska na východ po ruský Krym. V České republice má jedinou lokalitu u Mohelna, kde roste na hadcovém podkladu. Tato lokalita představuje nejsevernější výskyt podmrvky v Evropě. Dále se tento druh vyskytuje ve východní Africe, Arábii, Kavkaze, Indii a Číně.

## Taxonomie
Taxonomie rodu Notholaena a příbuzných rodů podčeledi Cheilanthoideae není dosud dořešena. Rody v této skupině nelze vymezit na základě morfologie, neboť zde u jednotlivých druhů došlo pod vlivem prostředí k četným případům konvergentního vývoje. Rod Notholaena ve stávajícím pojetí tvoří několik vývojových větví, promísených s vývojovými větvemi Cheilanthes, Argyrochosma, Pellaea a Astrolepis. Americké podmrvky tvoří jinou vývojovou větev než podmrvky ze Starého světa.
Typifikace rodu Notholaena není uspokojivě vyřešena. V některých zdrojích je za typový taxon považován americký druh Notholaena trichomanoides (L.) Desv (popsán Linnéem jako Pteris trichomanoides) a druhy Starého světa jsou oddělovány do rodu Paraceterach či Paragymnopteris. Jiné zdroje považují za typový druh Notholaena marantae (L.) R. Br. ze Starého světa (popsán rovněž Linnéem jako Acrostichum marantae) a americké druhy jsou oddělovány do samostatného rodu Chrysochosma.

## Zástupci
- podmrvka hadcová (Notholaena marantae)

## Význam
Některé druhy jsou v zahraničí pěstovány ve specializovaných sbírkách rostlin, zejména podmrvka hadcová (Notholaena marantae) a americké druhy N. grayi a N. standleyi.